# Убей мою подругу
«Убей мою подругу» (укр. «Убий мою подругу») — восьма пісня українського гурту «ВІА Гра», з альбому «Стоп! Снято!».

## Відеокліп
Кліп є пародійним, тому знятий з великою часткою гумору. Гурт «ВІА Гра» бере участь у телевізійному концерті «Пісня року 3002», і виступає з піснею «про вічну жіночу дружбу». Протягом виступу гурту завжди щось заважає виступити: то спізнюється на виступ одна солістка, то йдуть закулісні розбирання прототипів Алли Пугачової (яка пізніше намагається зірвати виступ гурту) з Пилипом Кіркоровим, то на сцену випускається дим. Та й до того ж, перебільшується унікальність кожної дівчини: млосність Грановської, миловидність Сєдокової і богемність Брежнєвої.
Режисер кліпу — Семен Горов

## Учасники запису
- Надія Грановська
- Анна Сєдокова
- Віра Брежнєва